# Everlasting Night
"Everlasting Night" er en dance pop-sang af den australske sanger Dannii Minogue. Minogue har skrevet sangen sammen medMark Percy, Tim Lever, Terry Ronald og Ian Masterson. Nummeret er produceret af Ian Masterson.
Sangen blev udgivet som single i første kvartal af 1999 i Australien og nåede nummer 42 på ARIA Charts. 
Oprindeligt blev sangen skrevet i 1995. Det skete da Minogue arbejdede på materiale til et nyt album og indspillede sangen med sine mangeårige samarbejdspartnere Ian Masterson og Terry Ronald. Siden udgivelsen er sangen blevet en favorit blandt hendes homoseksuelle fans.

## Formater og sporliste
CD single
1. "Everlasting Night" (Radio Edit) – 4:11
2. "Everlasting Night" (Extended Mix) – 9:04
3. "Everlasting Night" (Trouser Enthusiasts Burnt Angel Mix) – 9:58

## Hitlister
| Hitliste (1999)          | Placering |
| ------------------------ | --------- |
| Australien (ARIA Charts) | 42        |